# Monuments nationaux de Bugojno
Cet article recense les monuments nationaux situés sur le territoire de la municipalité de Bugojno en Bosnie-Herzégovine et dans la fédération de Bosnie-et-Herzégovine. La liste établie par la Commission pour la protection des monuments nationaux compte 6 monuments nationaux inscrits sur la liste principale et 1 monument inscrit sur une liste provisoire.

## Monuments nationaux
| Monument                                           | Localité | Géolocalisation | Datation                                | Commentaire éventuel | Photo |
| -------------------------------------------------- | -------- | --------------- | --------------------------------------- | -------------------- | ----- |
| Site archéologique de Crkvina à Čipuljić (Grudine) | Čipuljić |                 | Antiquité, Antiquité tardive, Moyen Âge |                      |       |
| Site préhistorique de Pod                          |          |                 |                                         | Site archéologique   |       |
| Tour Rustempašić à Odžak                           | Odžak    |                 | Fin du XVIIe siècle                     |                      |       |
| Forteresse de Vesela Straža                        |          |                 | Moyen Âge                               | Site historique      |       |
| Tour Sulejmanpašić à Odžak                         | Odžak    |                 | Fin du XVIIe siècle                     | Site et vestiges     |       |
| Turbe des familles Malkoč et Skenderpašić          | Kopčić   |                 | XVIe siècle ?                           | Turbe                |       |